# تحسس غلوتيني لابطني

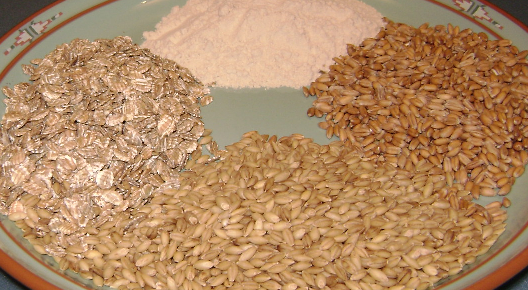
4 أشكال مختلفة من أصناف تجارية. مع اتجاه عقارب الساعة من الأعلى: دقيق القمح الغلوتين، حنطة أوروبية، الذرة والشعير، الجاودار

تحسس غلوتيني لابطني (بالإنجليزية: Non-celiac gluten sensitivity)‏ أو اختصارًا تحسس غلوتيني (بالإنجليزية: Gluten sensitivity)‏ وهو اضطراب في جهاز الهضم ينجم عن عدم تحمل مادة (نوع من البروتين) تسمىالغلوتين ((بالإنجليزية: gluten)‏) (الدَّبَق) المسببة لأعراض معوية التي تزداد بمجرد أن تزال المواد الغذائية التي تحتوي علي الغلوتين، باستثناء القمح والشعير.
المرض له عدة تسميات منها: التحسس للغلوتين - التحسس المعوي للقمح - اعتلال الأمعاء بالغلوتين - الإسهال غير الاستوائي. ويطلق عليه اسم داء بطني في حال تطوره ليشمل أعراضاً خارج الجهاز الهضمي. يدخل الاعتلال المعوي الغلوتيني في طيف الاضطرابات المرتبطة بالجلوتين. تم مناقشة التعريف والمعايير التشخيصية لحساسية الغلوتين غير الاضطرابات الهضمية وتم تأسيسها من خلال ثلاثة مؤتمرات متفق عليها.
لم يتم فهم الاعتلال المعوي الغلوتيني كما يجب أن يكون حتي الآن، ولكن بتنشيط جهازالمناعة الفطري، تكون الخلايا السامة قد أقتحمت بالفعل من مكونات قمحية أخري. وهناك دلائل أن ليس فقط الغليدين المسبب، ولكن هناك أيضاً بروتينات أخرى تسمي مثبطات تربسن أميليز والتي توجد في حبوب تحتوي علي الغلوتين (القمح، شيلم مزروع، شعير، ومشتقاتهم) التي لديها دور في تنمية هذه الأعراض المرضية. فإن مثبطات تربسن أميليز هي المنشط الفعال لجهاز المناعة الفطري. فودماب ولاسيما الفركتانز، متواجدة في كميات صغيرة من الحبوب المكونة من الجلوتين، وقد عُرفت علي أنها سبباً لبعض أعراض مَعِدِيٌّ مِعَوِيّ في مرضى الاعتلال المعوي الغلوتيني، حيث أن في عام 2019 خلصت المراجعات إلى أن الفودماب يلعب دوراً في الاعتلال المعوي الغلوتيني، وشرحوا أعراض مَعِدِيٌّ مِعَوِيّ مثل الانتفاخ، وليست أعراض هضم ظاهرية التي قد تزداد للأشخاص ذوي الاعتلال المعوي الغلوتيني، مثل اضطراب عصبي، وألم عضلي ليفي، واضطرابات نفسية، والتهاب الجلد.
ولهذه الأسباب، يعد الاعتلال المعوي الغلوتيني حالة طبية جدلية، ولازال بعض المؤلفون يتسألون عنه. وقد أقترح أن «حساسية الأمعاء المعوية» أي حساسية القمح، هو المصطلح المناسب دون الأغفال عن أن الحبوب المكونة من الغلوتين هي التي تؤثر في تنمية الأعراض.
الاعتلال المعوي الغلوتيني هو المتلازمة الأكثر شيوعًا للاضطرابات المرتبطة بالجلوتين مع معدلات انتشار تتراوح بين 0.5-13% في عموم السكان. نظرًا لعدم توفر أي واسم حيوي(علامة بيولوجية) لتشخيص هذه الحالة، يتم تشخيصها باستبعاد الاضطرابات الأخرى المرتبطة بالجلوتين، أي عن طريق استبعاد مرض الاضطرابات الهضمية وحساسية القمح. لم يتم تشخيص الكثير من الأشخاص وفقًا لمعايير صارمة، وهناك «عنصر بدائي» للارتفاع الأخير في شعبية النظام الغذائي الخالي من الغلوتين، مما يؤدي إلى نقاش يحيط بالدليل حول هذه الحالة وعلاقته بمرض الاضطرابات الهضمية ومتلازمة القولون المتهيج(الأمعاء العصبية متلازمة). قد يظل الأشخاص المصابون بحساسية الغلوتين غير الاضطرابات الهضمية في «المنطقة الحرام»، دون أن يعترف بهم المتخصصون ويفتقرون إلى الرعاية الطبية والعلاج المناسبين. معظم هؤلاء الأشخاص لديهم تاريخ طويل من الشكاوى الصحية والاستشارات الفاشلة مع العديد من الأستشاريين، وهذا هو السبب في أن الكثير منهم ينتهي بهم المطاف إلى اتباع نظام غذائي خال من الغلوتين والتشخيص الذاتي لحساسية الغلوتين.

## آلية المرض
تتفق أعراض الاعتلال المعوي الغلوتيني مع الأعراض الداء الباطني، وأن شخص معظم المرضى بكلاً من أعراض المعدي معوي ولا المعدي المعوي. فإن العرض التقديمي للاعتلال المعوي الغلوتيني أن أعراضه تتشابه مع متلازمة القولون المتهيج وهي ليست مميزة عت أعراض حساسية القمح ولكن هناك فيصل بين التعرض للقمح وبدء الأعراض. تتطور حساسية القمح سريعاً (من دقائق لساعات) بعد استهلاك طعام مكون من القمح، والذي يمكن أن يكون صدمة الحساسية.
'الأعراض المعوية'
آلام البطن، الانتفاخ، عادات الأمعاء الشاذة (إسهال أو إمساك)، الغثيان، بلع الهواء، إطلاق الريح، ارتجاع معدي مريئي، والتهاب الفم القلاعي.
'الأعراض الظاهرة'
يمكن للتحسس الغلوتيني اللابطني أن يسبب أعراض كثيرة غير معوية التي يمكن أن تكون التظاهرالوحيد للتحسس الغلوتيني اللابطني في غياب الأعراض المعوية، وقد تتضمن هذه الظواهر أياً من: الصداع، الصداع النصفي، التفكير المشوش أو المنهك، الإعياء، الألم العضلي الليفي، آلام المفاصل والعضلات، نقص الإحساس بالقدم أو الأذرع، نخز قاص للأطراف السفلية، التهاب الجلد التأتبي(أكزيما)، الطفح الجلدي. وأيضاً التأتب مثل(الربو، التهاب الأنف، وأنواع أخرى من الحساسية، الاكتئاب، القلق، فقر الدم الناجم عن عوز الحديد، نقص الفوليك، وأخيراً المرض المناعي الذاتي.
وقد يسبب أيضاً أطياف أخرى من الاضطراب العصبي والنفسي، وتتضمن الرنح، الفصام، الصرع، اعتلال الأعصاب المحيطية، الاعتلال الدماغي، العتاه، اضطراب الأكل، التوحد، اضطراب نقص الانتباه مع فرط النشاط، الهلوسة (المعروفة بالهواس الجلوتيني)، والعديد من اضطرابات الحركة، متلازمة تململ الساقين، رقاص، باركنسونية، متلازمة توريت، رمع عضلي، خلل التوتر، متلازمة ترجرج العيون والاختلاج العضلي، الانتياب، خلل الحركة، تقلص عضلي مرجي، واضطرابات عضلية.
فإن أكثر من 20% من الأشخاص الذين يعانون من الاعتلال المعوي الغلوتيني لديهم حساسية الغلوبين المناعي لواحد أو أكثر من المستنشقات والأطعمة، والحديد وأشهرهم السوس، النجيلية، حشيشة الزجاج، فرو الكلاب أو القطط، والبكلويز وأخيراً النيكل. وحوالي 35% من المرضي يعانون من عدم تحمل الطعام وفي أغلب الأحيان يكون اللاكتوز.
يقوم جهاز المناعة في جسم الإنسان بمهاجمة أنسجة الأمعاء كرد فعل مناعي لملامسة الغلوتين لجدار الامعاء وتشكيله معقدات مستضدية جديدة لم تكن موجودة قبل تناول القمح، مما يسبب حدوث تفاعل التهابي مناعي ذاتي فيها يتطور مع الزمن إلى تدمير الزغب المعوية وتسطحها وفقدانها لشكلها المميز ووظيفتها الامتصاصية، وبالتالي حدوث سوء امتصاص للغذاء على مستوى الامعاء وما يتبعه من أعراض وعلامات نتيجة تعطل وظيفة الأمعاء عن امتصاص المواد المغذية من فيتامينات ومعادن والكثير من العناصر المغذية الأخرى وما يتبعه ذلك من تأثيرات سلبية على النمو والصحة العامة. أكثر منطقة تصاب من الامعاء هي منطقة الصائم من المعي الدقيق.
انواعه
بحسب ظهور الاعراض من عدمه فانه يتم تقسيم المرض إلى ثلاثة اقسام:
- مرض الاضطرابات الهضمية الكلاسيكية (مع الأعراض النموذجية): ويتم تشخيصه بالإسهال المزمن، وعادة مع انتفاخ في البطن وفقدان الوزن.
- مرض الاضطرابات الهضمية نموذجي
- مرض الاضطرابات الهضمية بدون اعراض (السيلياك الصامت)

## المسببات
لا يعرف السبب الحقيقي حتى الآن ولكن هناك استعداد وراثي للمرض وبالتالي قد تشاهد الحالة في بعض العائلات أكثر من غيرها، فوجود قريب من الدرجة الأولى كالأب أو الأم أو أحد الأخوة مصاباً بالداء الزلاقي (سمية الخلايا) ولكن أثار الغلوتين وغالباً جزئيات قمح أخرى هي الأصل. توجد في حبوب تحتوي علي الغلوتين (القمح، شيلم مزروع، شعير، ومشتقاتهم) التي لديها دور في تنمية هذه الأعراض المرضية. فإن مثبطات تربسن أميليز هي المنشط الفعال لجهاز المناعة الفطري. فودماب ولاسيما الفركتانز. بجانب يرجح هذا بنسبة 5 إلى 10 % لأن يكون هناك شخص آخر مصاب في العائلة، ويصيب المرض كل الأعراق وخاصة في أوروبا وأمريكا الشمالية فهو المرض الوراثي الأكثر انتشاراً في أوروبا الغربية ويصيب شخصا واحدا من أصل 133 شخص في الولايات المتحدة الأمريكية والكثير من المرضى لا يعرفون أنهم مصابون بالمرض.
'الغلوتين'
فقد افترض أن الغلوتين الذي يظهر في الداء الباطني، هو السبب في التحسس الغلوتيني اللابطني. بالإضافة إلى قدرته في إثارة الاستجابات غير الطبيعية للجهاز الهضمي. أظهرت أنابيب الاختبار للمزارع الخلوية أن الغلوتين سام للخلايا ويدمر الأمعاء. إن كلاً من الغلوتين والغليادين يشجع الخلايا الميتة (موت الخلية المبرمج) والحد من خلق حموض نووية (الحمض الريبونوكلئيك والحمض الريبي) والبروتينات، المؤدية إلى تقلص عيوشية الخلايا. يغير الغلوتين شكل وحركة الخلايا، وتنظيم هياكل الخلايا، والتوازن التأكسدي، ومخالطة الخلايا (بروتين موصل محكم).

### بروتينات أخرى
بعض الأشخاص قد يكون لهم ردة فعل مع البروتينات الأخرى التي تحتوي على غلوتين، وهي التي تمنع الأميلاز والتربسن. وقد حدد أن هو المنشط الممكن للمناعة الفطرية في الداء الباطني والتحسس الغلوتيني لا باطني.
فإن مثبطات تربسن أميليز هي جزء من الدفاع الطبيعي للنباتات ضد الحشرات وقد تسبب مستقبل شبيه بالتول أربعة مسبباً للالتهاب، وهذا المستقبل شبيه بالتول أربعة يحفز أنشطة مثبطات تربسن أميليز مقتصرة على الحبوب التي تحتوي على الغلوتين (القمح، شيلم مزروع، شعير، ومشتقاتهم) التي قد تحفز المناعة الفطرية بأمراض الاضطراب الهضمي أو التحسس الغلوتيني لا باطني. فإن مثبطات تربسن أميليز تقاوم حالٌّ للبرُوتين الهضمي، فهي 2-4% من إجمالي البروتين في القمح الحديث وأيضاً في الغلوتين التجاري. ففي دراسة عام 2017 علي الفئران أثبتت أن مثبطات تربسن أميليز تزيد ما قبل التعرض للالتهاب وتسيئ مواقع الأعراض غير معوية. وهذا قد يوضح لماذا هناك ازدياد في الالتهاب للأشخاص ذوي الأمراض الموجودة من قبل اتناول الحبوب.
فإن زراعة الحبوب الحديثة تستلد محتوي عالي من مثبطات تربسن أميليز التي قد تلعب دوراً في بداية الاضطرابات من الداء الباطني والتحسس الغلوتيني، وقد تم التشكك ما إذ كان هناك دليل تجربة كافية كي تساند هذا الإدعاء، لأن في عام 2018 افتقرنا الدراسات التي تقارن القمح الحديث بالمزارعين القدامي مباشرة تحتوي على مثبطات تربسن أميليز منخفضة (مثل القمح وحيد الحبة) في الأشخاص ذوي التحسس الغلوتيني لاباطني.
يعد ملزن جرثومة القمح هو الاستدعاء الممكن لمثل هذه الأعراض للتحسس الغلوتيني لاباطني.

### فودماب
فودماب (قليل السكاريد القابل للتخمر، ثنائي السكاريد، أحادي السكاريد، بوليول) المتواجدون في الحبوب الذي تحتوي علي الغلوتين (ولاسيما الفركتانز) التي عرفت علي أنها السبب الرئيسي للأعراض غير المعوية للأشخاص ذوي التحسس الغلوتيني لا باطني، عوضاً عن، أو بالإضافة إلى الغلوتين.
إن كمية الفركتانز المتواجدة في الحبوب التي تحتوي علي غلوتين قليلة نسبياً وأن دورها أصبح جدلي. ففي الشيلم تمثل 3.6٪-6.6% من المادة الجافة، و0.7٪-2.9% في القمح، والشعير يحتوي على كمية ضئيلة. فهم مصادر ثانوية للفودماب عندما تأكل بالمعدلات المعتادة من النظام الغذائي اليومي. يضم كلاً من القمح والشيلم مصدر رئيسي للفركتانز عندما يستهلك بكميات كبيرة. وقد يسببوا حساسية قمح خفيفة على الأغلب، وتقتصر على أعراض غير معوية محددة مثل الانتفاخ، ولكن ليس بالأخص أن تكون أعراض الهضم الظاهرية. ففي مراجعة لعام 2018، استنتج أن عدم تحمل الفركتانز لديه دوراً في التحسس الغلوتيني لاباطني، وهو يوضح لبعض الأعراض اللامعوية، ولكن بدون الأعراض الظاهرة التي قد تنمو عند الأشخاص ذوي التحسس الغلوتيني لاباطني مثل الاضطراب العصبي والألم العضلي الليفي والاضطرابات النفسية والتهاب الجلد. يسبب الفودماب أعراض هضمية عندما يكون الشخص مفرط التحسس للتجويف الأنبوب المتمدد. ففي مراجعة لعام2019، استنتج أن فركتانزالقمح قد يسبب في أعراض شبيه لمتلازمة القولون المتهيج، مثل الانتفاخ، ولكن مختلفة عن ما قد يسسبه ظواهر تنشيط المناعة أو الظواهر الخارجية للهضم. فإن العديد من الأشخاص ذوي التحسس الغلوتيني لاباطني ابلغوا عن انصراف هذه الاعراض بمجرد النزوع عن الحبوب التي تحتوي علي الغلوتين في حين استمرارهم لأكل الفاكهة والخضروات التي تحتوي علي مكونات فودماب عالية.

## المرض
يمكن أن تبدأ أعراض المرض في أي سن، لكنها عادةً ما تظهر في مرحلة الطفولة وبعد ادخال القمح في طعام الطفل، ويحدث عادة بين عمر 1- 3 سنوات. وقد لا تظهر أعراض المرض إلا بعد حدث هام في حياة الطفل كتغيير المدرسة أو مرض آخر شديد، أو حادث ما، أو الحمل عند الفتيات.

## الأعراض والعلامات
تظهر الأعراض بعد تناول القمح أو أحد أنواعه (برغل، كسكسي «مفتول»..)أو أحد مشتقاته المصنعة (كعك، خبز، بسكويت...). وفي بعض الأحيان قد لا تظهر الأعراض أو تتأخر بالظهور إلا أن ذلك لا يعني أن المرض قد انتهى وان المريض قد شفي، بل أنه وإن لم تظهر أعراض الحساسية المعوية فإن الحالة ما تزال عرضة للإصابة بمضاعفات الداء الزلاقي. غالباً ما تكون أعراض الداء الزلاقي غامضة وشبيهة بأعراض حالات أخرى، ما يجعل من تشخيص المرض أمراً عسيراً، والأعراض كثيرة ومتعددة حسب درجة التحسس وزمن المراجعة للتشخيص. ومن الأعراض التي تُشاهد:
- الاسهال.
- تغير طبيعة البراز ورائحته، فيصبح البراز ذا رائحة كريهة جداً ودهنيا ولونه متبدل.
- نقص الوزن، ويكون ملاحظا بشكل واضح عند الأطفال حيث يتسم بنقص في التطور (نقص الوزن وبطء النمو).
- تعب ووهن عام.
- ألم بطني.
- انتفاخ البطن.

ثم تظهر الأعراض المتقدمة من المرض في حال لم يشخص المرض ولم تتخذ التدابير الوقائية له نتيجة نقص امتصاص الفيتامينات والبروتينات والأملاح المعدنية من الامعاء والذي يؤثر على جميع أعضاء الجسم بدون استثناء، مثل:
- فقر الدم (الأنيميا) (وأعراضه) نتيجة نقص امتصاص الحديد والفيتامينات.
- اضطرابات عصبية.
- وذمات بالساقين (تورم) (نقص البروتينات).
- نزوف وخاصةً من اللثة (نقص فيتامين k).
- هشاشة العظام (نقص فيتامين D والكالسيوم)،
- طفح جلدي.
- تأخر البلوغ عند المراهق.

يصبح شكل الطفل مميزا، فيكون قصيرا ونحيفا بشكل مميز ولديه بطن منتفخ بشكل واضح.

## التشخيص
غياب الدلالات الحيوية الموثوقة وأن الافراد ليس لديهم أعراض هضمية يجعل التشخيص للتحسس الغلوتيني لاباطني صعباً. بشكل عام، التشخيص يتم بمعايير استبعادية. وأن توصيات تشخيص الاعتلال الغلوتيني لاباطني رسخت في مؤتمرات متفق عليها.فإن استبعاد المرض البطني وحساسية القمح هام لأن هذانن السبابان قد يظهروا أيضاً في الأشخاص التي تعاني من أعراض شبيه لأعراض التحسس الغلوتيني لاباطني والتي تتحسن مع انسحاب الغلوتين وتزداد سوءًا بعد تناول الغلوتين.
فأن بداية أعراض التحسس الغلوتيني لاباطني قد تتأخر لمدة ساعات وحتى بضعة أيام بعد أكل الغلوتين، في حين أن المرض البطني يأخذ مدة من أيام وحتى أسابيع. فإن حساسية القمح لها بداية سريعة (من دقائق لساعات) بعد أستهلاك الطعام الذي يحتوي على قمح ويعرض إلى صدمة الحساسية.
فإن تواجد مظاهر لامعوية مرتبطة يوحي بأن يكون مظهراً من مظاهر التحسس الغلوتيني لاباطني، عندما تكون الأعراض مقتصرة على مؤثرات الهضم الظاهرية، قد يكون هناك تداخل مع حساسية القمح، ومتلازمة القولون المتهيج، وأيضاً عدم تحمل الفودماب.
قد يتأخر ظهور أعراض الاعتلال الغلوتيني لساعات إلى بضعة أيام بعد تناول الغلوتين، في حين أن مرض الاضطرابات الهضمية قد يستغرق أيامًا إلى أسابيع.
 الحساسية للقمح لديها بداية سريعة (من دقائق إلى ساعات) بعد تناول الطعام الذي يحتوي على القمح ويمكن أن يؤدي إلى الحساسية المفرطة. تم اقتراح وجود مظاهر خارج الجهاز الهضمي ذات صلة بخاصية الاعتلال الغلوتيني. عندما تقتصر الأعراض على آثار الجهاز الهضمي، قد يكون هناك تداخل مع حساسية القمح، ومتلازمة القولون العصبي (IBS)، (أقل احتمالًا) عدم تحمل.
تقترح المعايير المقترحة لتشخيص الاعتلال الغلوتيني تحسين أعراض الجهاز الهضمي ومظاهر خارج الأمعاء أعلى من 30% مع اتباع نظام غذائي خال من الغلوتين (GFD)، تم تقييمه من خلال مقياس التصنيف، وهناك حاجة لإجراء تشخيص سريري من العتلال الغلوتيني لاستبعاد تأثير الدواء الوهمي، يعد تحدي الغلوتين الذي يتم التحكم به وهميًا أداة مفيدة، على الرغم من أنها باهظة الثمن ومعقدة للاستخدام السريري الروتيني، ولذا يتم إجراؤها عادةً في الدراسات البحثية.
تم دمج هذه الاقتراحات في اجتماع خبير ساليرنو على معايير التشخيص للاعتلال الغالوتيني. يوصون بتقييم الاستجابة لتجربة لمدة 6 أسابيع لنظام غذائي خالٍ من الغلوتين باستخدام مقياس تقييم محدد (الخطوة 1)، يتبعه تحدٍ مزدوج التعمية ومضبوط بالغلوتين (أو دواء وهمي) لمدة أسبوع من كل (الخطوة 2). هناك حاجة إلى تغيير يزيد عن 30% في الأعراض الرئيسية عند الطعن بالغلوتين أو الدواء الوهمي للحصول على نتيجة إيجابية. تم تحديد المزيد من البحوث حول المؤشرات الحيوية المحتملة.
غالبا ما تكون فحوص الأمصال والانسجة هي التي تؤكد المرض. الأجسام المضادة الأكثر أهمية هي مضاد الغليادين، ومضاد endomysial، ومكافحة الأنسجة ناقلة الغلوتامين من النوع 2، وغليادين المضاد لdeamidated.
وبالإضافة إلى ذلك، فمن المهم إجراء خزعة من الأمعاء الدقيقة والحصول على ما لا يقل عن أربعة أجزاء من الاثنى عشر الاقصى (distal duodenum). يعد استبعاد مرض الاضطرابات الهضمية وحساسية القمح أمرًا مهمًا لأن هذين الشرطين يظهران أيضًا في الأشخاص الذين يعانون من أعراض مشابهة لأعراض الاعتلال الغلوتيني، والتي تتحسن مع انسحاب الغلوتين وتزداد سوءًا بعد تناول الغلوتين.

### تشخيص متميز
يجب إجراء فحوصات لتقييم مرض الاضطرابات الهضمية وحساسية القمح قبل أن يزيل المرضى الغلوتين من نظامهم الغذائي. من الأهمية التمييز بوضوح بين مرض الاضطرابات الهضمية والاعتلال الغلوتيني.

### الداء الباطني
الهدف الأساسي من تشخيص التحسس الغلوتيني لاباطني هو استبعاد الداء الباطني، فإن الداء الباطني والتحسس الغلوتيني لاباطني لا ينفصلوا، بسبب أن العديد من الأعراض المعوية وغير المعوية متشابهان في المرضين. فإن الأشخاص ذوي الداء الباطني لديهم أمصال سلبية. (غياب أجساد مضادة معينة في مصل الدم للداء الباطني) بدون ضمور الزغابة. ليس هناك اختبار يمكنه القضاء على التشخيص للداء الباطني، لكن هذا التشخيص مستبعد إن لم يتوافق مع الأنماط الفردانية مع ڤيتامينات (ه ل أ- د ك 2) و (ه ل أ- د ك 8).
فإن انتشار عدم التشخيص الداء الباطني ازداد أضعاف خلال النص القرن السابق، وأن معظم الحالات تظل غير متعرف عليها، غير مشخصة، وغير معالجة، تاركة الأشخاص الذين يعانون من الداء الباطني في مجازفة بمضاعفات طويلة الأمد. وبعض الأشخاص ذوي الاعتلال المعوي لاباطني بالفعل قد يكون لديهم داء باطني. ففي مراجعة منهجية لعام 2015 اكتشف أن 20% من الأشخاص ذوي الاعتلال الغلوتيني لاباطني لهم عوارض مثل الأنماط الفردانية مع ڤيتامينات (ه ل أ- د ك 2) و (ه ل أ- د ك 8) والأمصال سلبية، والنسجيات الطبيعية، أو لمفاويات الاثنا عشر لديهم داء باطني.
يشير وجود أعراض المرض المناعي الذاتي للأشخاص ذوي التحسس الغلوتيني لاباطني، إمكانية عدم التشخيص بالداء الباطني. فإن الأمراض المناعية الذاتية التي تتفق مع الداء الباطني هي سكري نوع الأول، والتهاب الغدة الدرقية، والرنح، والصدفية، والبهاق، والتهاب الكبد بالمناعة الذاتية، والتهاب الجلد الهربسي الشكل، والتهاب الأوعية الصفراوية المصلب الابتدائي، وغيرهم.
والتقييم الممكن للداء الباطني المصل الخاص والتحليلات الاثنا عشر لازمان عندما يكون الشخص خاضع لنظام غذائي يتضمن الغلوتين.

## العلاج
لا يوجد علاج للمرض، وتقتصر الإجراءات العلاجية على حمية خالية تماماً من تناول القمح ومشتقاته الحاوية على الغلوتين ولابد من تزويد الطفل بالفيتامينات والحديد في حال عوزها.

### المواد الممنوعة
- الخبز.
- المعكرونة (الباستا).
- الحلويات.
- الفطائر.
- الدونات.
- الكيك (الكاتو).
- الكسكسي (المفتول).
- البرغل.
- السميد.
- البسكويت.
- جميع الأطعمة التي تحتوي في تركيبها على القمح (دجاج البروستد لأنه مغطى بطبقة من الدقيق وكذلك السمك.. - الاطعمة الموجود فيها البقسماط...).
- الشوفان (رغم أنه لا يحتوي على الغلوتين ولكن قد يختلط بالقمح خلال تحضيره).
- نوع من النشأ المشتق من القمح.

### المواد المسموحة
- الذرة.
- الرز.
- دقيق الذرة،
- نشأ الذرة،
- البطاطا.
- الفواكه.
- الخضراوات.
- الحليب.
- اللحوم بأنواعها (بدون إضافة مشتق للقمح معها).
- البيض.
- الزيوت.
- العصائر الطبيعية.

وحالياً هناك أنواع أطعمة معدلة منزوعة الغلوتين، ولكن يجب التأكد من ذلك قبل استخدامها.

### الاعراض المستمرة
ما يقرب من ثلث مرضى الاعتلال الغلوتيني المفترضين ما زالوا يعانون من الأعراض، على الرغم من انسحاب الغلوتين. بصرف النظر عن الخطأ التشخيصي المحتمل، هناك تفسيرات متعددة محتملة. أحد الأسباب هو ضعف الامتثال لسحب الغلوتين، سواء كان طوعًا و/أو لا إراديًا. قد يكون هناك ابتلاع الغلوتين، في شكل تلوث متقاطع أو طعام يحتوي على مصادر خفية. في بعض الحالات، يكون تحسين أعراض الجهاز الهضمي بنظام غذائي خالٍ من الغلوتين جزئيًا فقط، ويمكن أن يتحسن هؤلاء المرضى بشكل ملحوظ مع إضافة نظام غذائي منخفض. قد لا تتحسن المجموعة الفرعية عند تناول منتجات خالية من الغلوتين المتوفرة تجاريًا، حيث يمكن أن تكون غنية بالمواد الحافظة والمواد المضافة مثل الكبريتيت والغلوتامات والنترات والبنزوات، والتي يمكن أن يكون لها دور أيضًا في إثارة أعراض الجهاز الهضمي الوظيفية. علاوة على ذلك، قد يصاب الأشخاص المصابون بـالاعتلال الغلوتيني بحساسية بوساطة IgE لواحد أو أكثر من الأطعمة. تشير التقديرات إلى أن حوالي 35% يعانون من عدم تحمل الطعام، وخاصة عدم تحمل اللاكتوز.

## الاستجابة لخطة العلاج
الزغابات المعوية تستعيد عملها الطبيعي بعد الحمية ولكن هذا يحتاج لوقت طويل رغم أن أكثر الأطفال يظهر عليهم التحسن بسرعة خلال أيام، ولا يعني هذا التحسن التخلي عن الحمية والعودة لتناول مشتقات القمح أو تجريبه بشكل جزئي لأن المرض سيعود عندها.

## التاريخ
نوقش موضوع «عدم تحمل الطعام»، بما في ذلك حساسية الجلوتين والوجبات الغذائية، في عام 1976. المرضى الذين يعانون من الأعراض بما في ذلك آلام البطن والإسهال، والتي تحسنت عند انسحاب الغلوتين، والذين لم يصابوا بمرض الاضطرابات الهضمية تم وصفهم في البداية في عامي 1976 و 1978 مع السلسلة الأولى في عام 1980. استمر النقاش حول وجود حالة معينة منذ ذلك الحين، لكن المؤتمرات الثلاثة التي تم الإجماع عليها منذ عام 2010 أنتجت تعاريف للأعتلال الغلوتيني ومعاييرها التشخيصية.

## المجتمع والثقافة
شاهد أيضا:نظام غذائي خال من الغلوتين
كان الأعتلال الغلوتيني موضوع اهتمام شعبي. تم تسمية الغلوتين باسم «النظام الغذائي الجديد الشرير». منذ بداية القرن الحادي والعشرين، أصبح النظام الغذائي الخالي من الغلوتين النظام الغذائي البدائي الأكثر شعبية في الولايات المتحدة وبلدان أخرى. تعرض الأطباء في جميع أنحاء العالم لتحدي من قبل عدد متزايد من الأشخاص الذين لا يعانون من مرض الاضطرابات الهضمية ولا حساسية من القمح، مع أعراض الجهاز الهضمي أو خارج الجهاز الهضمي التي تحسنت إزالة القمح / الغلوتين من النظام الغذائي. بدأ العديد من هؤلاء الأشخاص في اتباع نظام غذائي خالٍ من الغلوتين من تلقاء أنفسهم، دون تقييم سابقًا. السبب الآخر الذي ساهم في هذا الاتجاه هو نشر العديد من الكتب التي تفسد الغلوتين وتشير إليه كسبب لمرض السكري من النوع 2، وزيادة الوزن والسمنة، وقائمة واسعة من الأمراض التي تتراوح بين الاكتئاب والقلق والتهاب المفاصل والتوحد. الكتاب الذي كان له التأثير الأكبر هو حبوب العقل: المفاجأة الحقيقة حول القمح والكربوهيدرات والسكر - قتلة صامتون في مخك، من قبل عالم الأعصاب الأمريكي دايفيد بيرل موتر، الذي نشر في سبتمبر 2013. كتاب آخر كان له تأثير كبير هو بطن القمح: فقد القمح، وفقدان الوزن، والعثور على طريقك إلى الصحة، من قبل طبيب القلب وليام ديفيس. تمت الدعوة إلى اتباع نظام غذائي خالٍ من الغلوتين وتتبعه العديد من المشاهير لفقدان الوزن، مثل مايلي سايروس وجوينيث بالترو، وبعض الرياضيين النخبة لتحسين الأداء. تشير التقديرات إلى أنه في عام 2014، كان 30% من الناس في الولايات المتحدة الأمريكية وأستراليا يستهلكون الأطعمة الخالية من الغلوتين، مع زيادة عددهم، تم حسابهم من الدراسات الاستقصائية أنه بحلول عام 2016، سيستهلك حوالي 100 مليون أمريكي منتجات خالية من الغلوتين. استنتجت بيانات مسح نيلسن لعام 2015 الذي شمل 30,000 شخص بالغ في 60 دولة حول العالم أن 21% من الناس يفضلون شراء الأطعمة الخالية من الغلوتين، لأنهم يمثلون أعلى اهتمام بين الأجيال الشابة. من ناحية أخرى، هناك مدرسة فكرية أخرى تشير إلى أن التحسس الاعتلالي الغلوتيني خيالية إلى حد كبير وقد تم المبالغة في تقديرها من قبل المرضى وصناعة الأغذية الخالية من الغلوتين. يمكن زيادة النقاش حول الاعتلال الغلوتيني كحالة سريرية حقيقية لأنه في كثير من الأحيان يتم تشخيص المرضى بأنفسهم، أو يتم التشخيص من قبل الممارسين الصحيين البديلين. كثير من الأشخاص الذين يتناولون نظامًا غذائيًا خاليًا من الغلوتين لم يستبعدوا سابقًا مرض الاضطرابات الهضمية أو عندما يتم تقييمهم بالكامل، يمكن العثور على تشخيصات بديلة أخرى مثل عدم تحمل الفركتوز أو فرط نمو جرثومي صغير في الأمعاء، أو استجابة أفضل لنظام غذائي منخفض تم الحصول عليه خريطة الغذاء.

## وصلات خارجية
- تأجيل إدخال القمح إلى طعام الأطفال ذوي الخطورة للإصابة بالداء الزلاقي